# Observatoire astronomique d'Ōizumi
L'observatoire Ōizumi est un observatoire astronomique privé situé à Ōizumi, dans la préfecture de Gunma, au Japon. L'astronome Takao Kobayashi a découvert plus de 1 200 astéroïdes à cet observatoire à l'aide d'un télescope ayant un miroir primaire de 10 pouces (254 mm) de diamètre.